# Baseball Ground
Baseball Ground var et stadion i Derby, England, der først blev brugt til baseball som hjemmebane for Derby Baseball Club fra 1890 til 1898, og derefter til fodbold som hjemmebane for Derby County fra 1895 til 1997. Klubbens reserve- og ungdomshold brugte det indtil 2003, hvor det endelig lukkede efter 113 år og blev nedrevet.